# Ариљски хоризонти
Ариљски хоризонти су биле локалне новине у издању Народне библиотеке Ариље. Први број је изашао јануара 1970. Након првог изашао је и други број јула 1970, уједно то је био и последњи број тада. 1999. на иницијативу тадашњег директора библиотеке у Ариљу Љубивоја Јовановића издавање листа је обновљено и први број је изашао 8. септембра исте године. Последњи број је изашао у априлу 2009.